# Sint-Paulinuskerk (Trier)
De Sint-Paulinuskerk, Duits: St. Paulin, is een parochiekerk in Trier. Het is een rooms-katholieke kerk en een voormalige stiftskerk. Sinds 1958 heeft de kerk de status van basilica minor en geldt als een van de belangrijkste barokke gebouwen uit de regio. De kerk staat naar het noordoosten van het oude stadscentrum.

## Geschiedenis

### Eerste kerk
De Paulinuskerk kent twee voorgangers. De eerste kerk werd reeds in de 4e eeuw gebouwd. Deze kerk werd aan de heilige Paulinus gewijd, die in de jaren 346-353 bisschop van Trier was en na zijn verbanning door de keizer in Frygië aan ontberingen stierf. Omstreeks het jaar 400 werd zijn lichaam grotendeels in de nieuw gebouwde Paulinuskerk bijgezet. Enkele decennia later werd de kerk door de Franken tijdens de verovering van de stad verwoest, maar werd daarna in het jaar 480 herbouwd. In 1039 werd de hele kerk door brand verwoest. Er is nog een antieke grafkelder met oude schedels en knekelresten van de eerste kerk over.

### Tweede kerk
De tweede kerk werd in 1048 gebouwd. Het betrof een basiliek met twee torens in romaanse stijl. De kerk werd door Paus Eugenius III gewijd. Tijdens de veroveringsoorlog van Lodewijk XIV werd dit gebouw om strategische redenen door de Franse troepen in 1674 opgeblazen. Van deze tweede kerk zijn nog de crypte en de 4e-eeuwse sarcofaag, waarin de beenderen van Paulinus rusten, over.

### Huidige kerk
In 1734 legde keurvorst Franz Georg von Schönborn de eerste steen voor een nieuw te bouwen kerk op de fundamenten van het middenschip van de romaanse voorganger. Hij financierde de bouw uit eigen middelen. Het ontwerp ervan wordt toegeschreven aan de architect Christian Kretzschmar, maar het is vooral Balthasar Neumann die met de bouw van de kerk wordt verbonden. Hij ontwierp het rijke interieur. Christoph Thomas Scheffler (1743) schilderde de dakfresco's met voorstellingen van de geschiedenis van de heilige Paulinus en het martelaarschap van het Thebaanse Legioen. Het hoogaltaar, naar ontwerp van Balthasar Neumann, koorgestoelte en andere delen van de inrichting werden in het atelier van de beeldhouwer Adam Ferdinand Dietz vervaardigd. In 1757 vond de wijding van de kerk plaats.
In 1794 volgde de bezetting van Trier door troepen van de Franse Revolutie. Het Franse bewind hief het stift Sint-Paulinus op, net als de meeste andere stiften, kloosters en abdijen in de stad, en verklaarde het kerkelijk bezit en vermogen verbeurd. Hieronder bevonden zich ook een aantal wijngoederen aan de Moezel, waaronder het bekende wijngoed Paulinshof in Kesten. In 1804 werd de Sint-Paulinuskerk als parochiekerk heropend en kreeg het een deel van het vermogen terug.
Het interieur van de kerk werd in 1930-1931 gerenoveerd. Het orgel werd in 1934 en 1991 gerestaureerd. Op 23 mei 1958 werd de kerk door de toenmalige paus Pius XII de eretitel basilica minor verleend. Daarmee werd de Paulinuskerk na de benedictijner abdij Sint-Matthias en de Onze-Lieve-Vrouwekerk de derde kerk van Trier met deze eretitel. Een restauratie van de buitenkant van het gebouw werd in 1979-1982 uitgevoerd.
Jaarlijks vinden in oktober de Martelarendagen plaats. Op deze dagen worden de martelaren van Trier en de leden van het Thebaanse Legioen herdacht. Ter gelegenheid van deze herdenking wordt ieder jaar de grafkelder uit de periode van de eerste kerk voor het publiek toegankelijk gemaakt. Op andere tijden kan ten minste een deel van de grafkelder door een rooster worden bekeken. In de parochiekerk worden voor het publiek regelmatig orgelconcerten uitgevoerd.

## Orgel
Het kerkorgel werd in de jaren 1747-1756 door de orgelbouwer Romanus Benedikt Nollet, ook uit Trier, gebouwd. De orgelkast is ontworpen door Balthasar Neumann. Het instrument werd in 1858 vernieuwd. De orgelbouwfirma Klais uit Bonn elektrificeerde en restaureerde het orgel in 1934 en voorzag het orgel van een zwelwerk. Het orgel heeft 42 registers. Een laatste restauratie van het orgel vond plaats in 1991.

## Blandine Merten
In het oosten van noorden van de kerk ligt een kerkhof van bescheiden afmeting. Sinds 1989 bevindt zich op dit kerkhof een kapel met het graf van de ursulinenzuster Blandine Merten, 1883-1918, die door Paus Johannes Paulus II in 1987 zalig werd verklaard. 

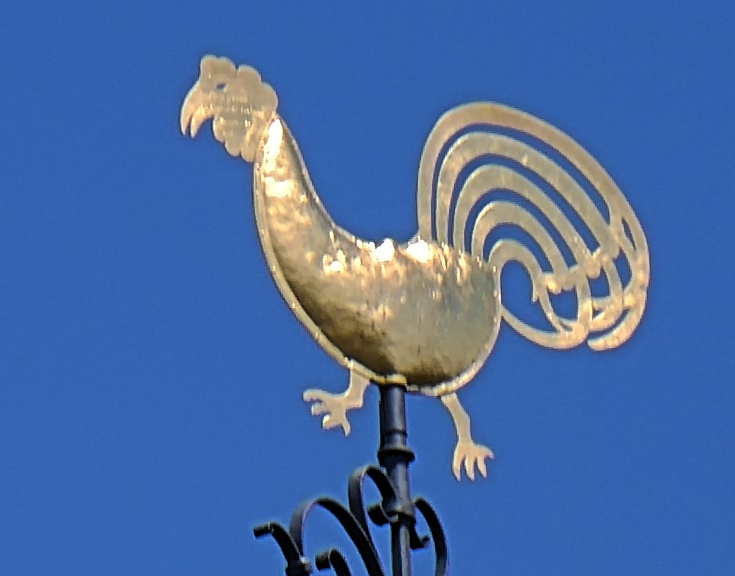
het haantje van de toren
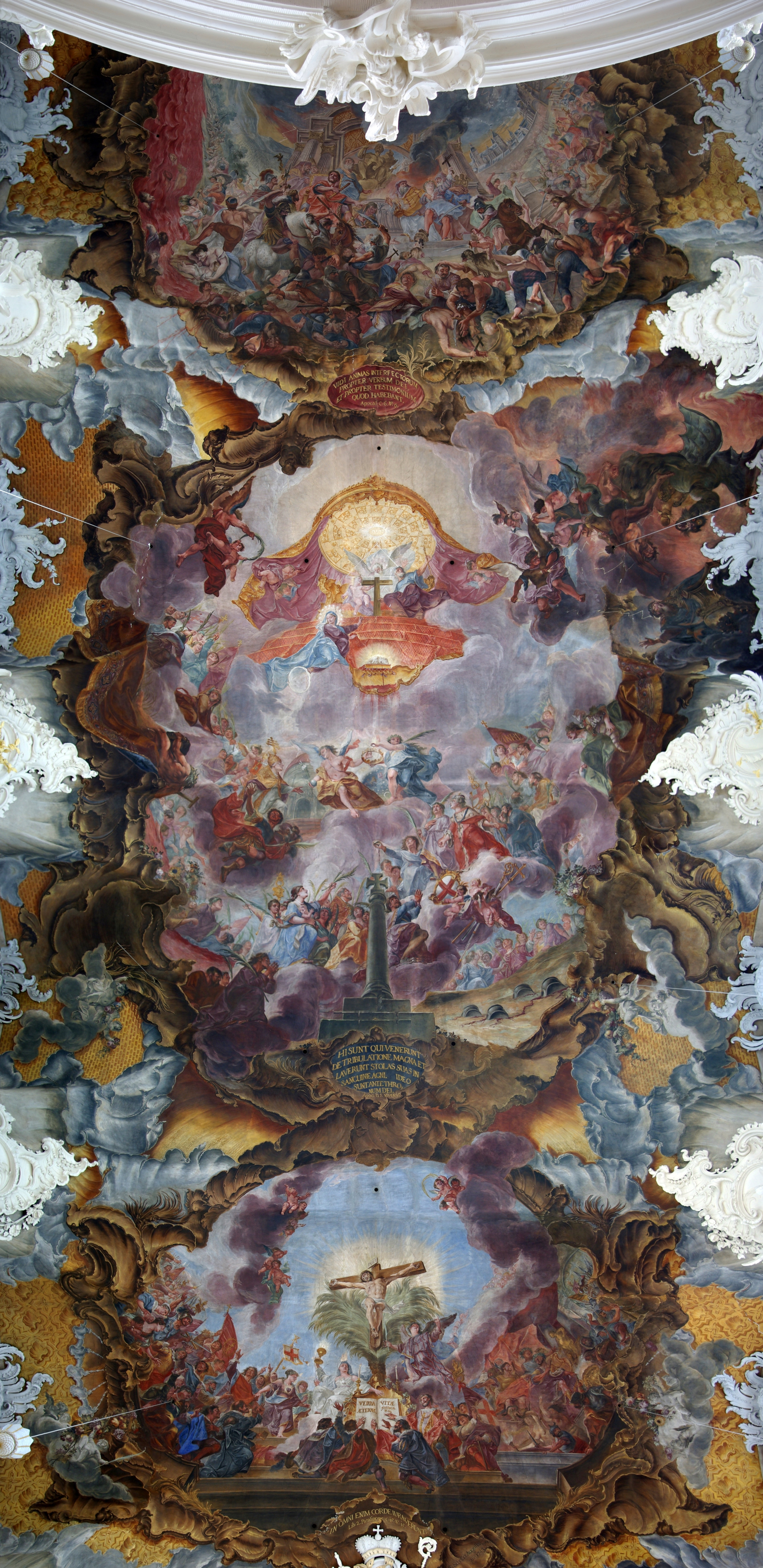
Fresco's
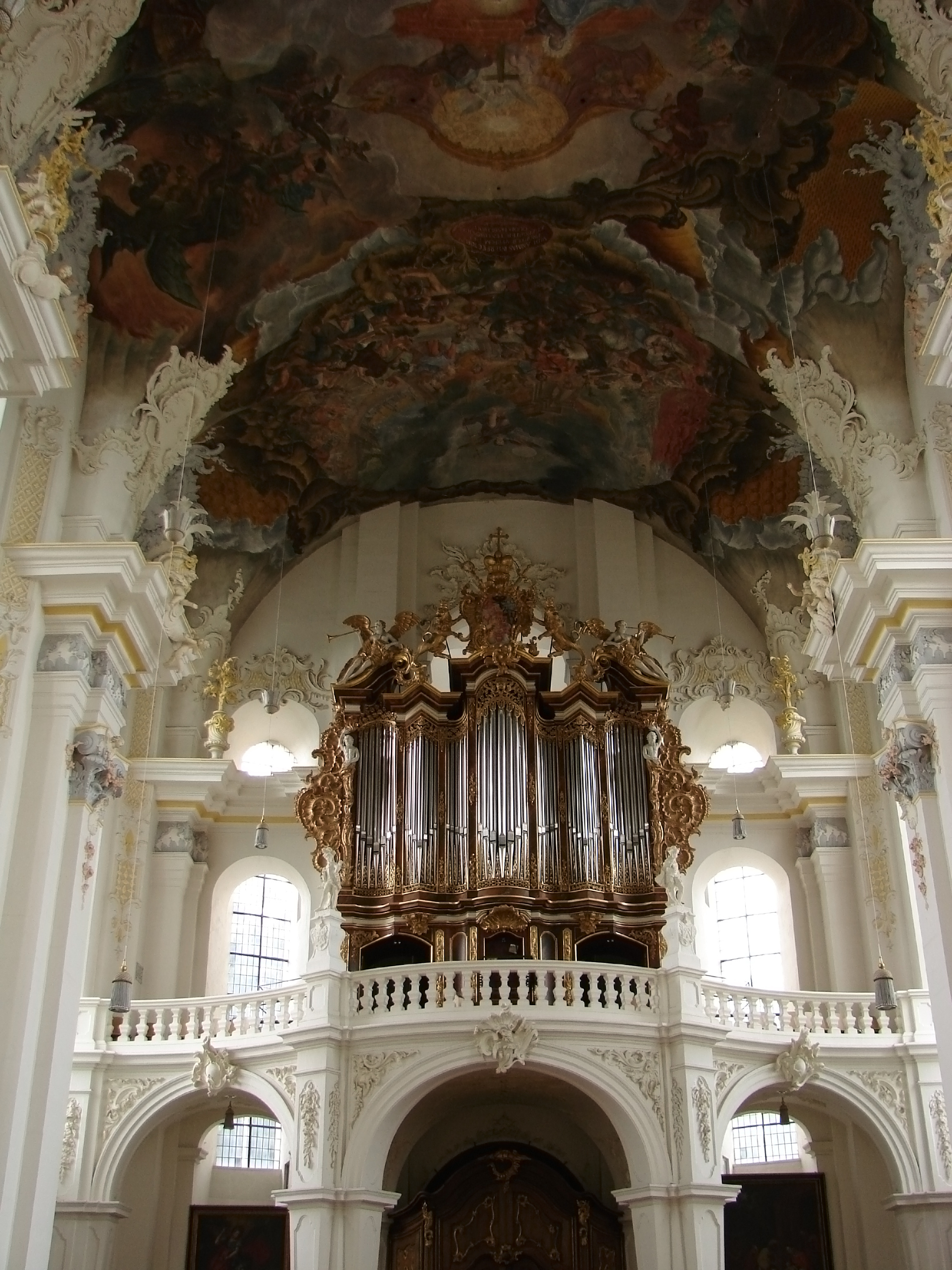
Orgel
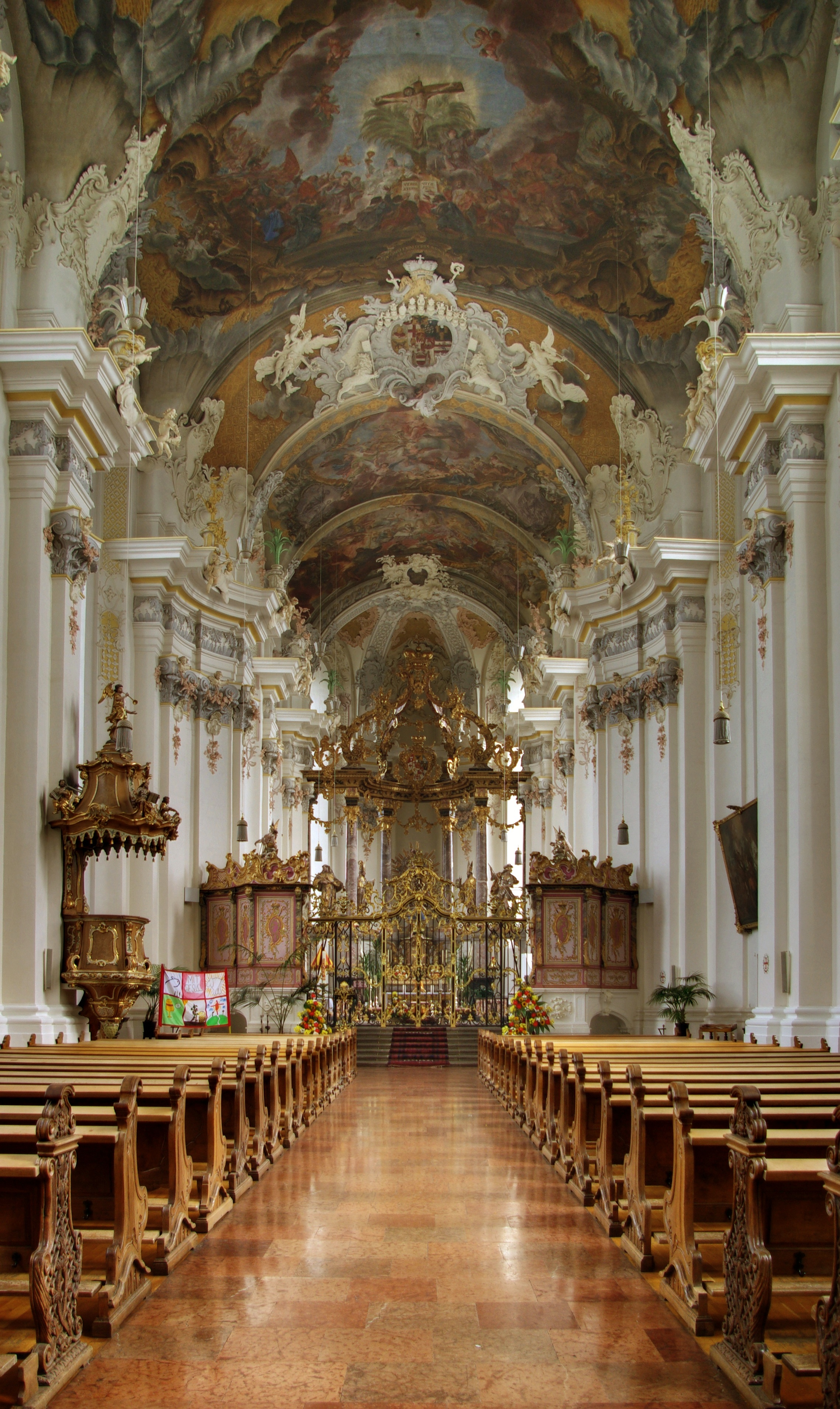
Interieur
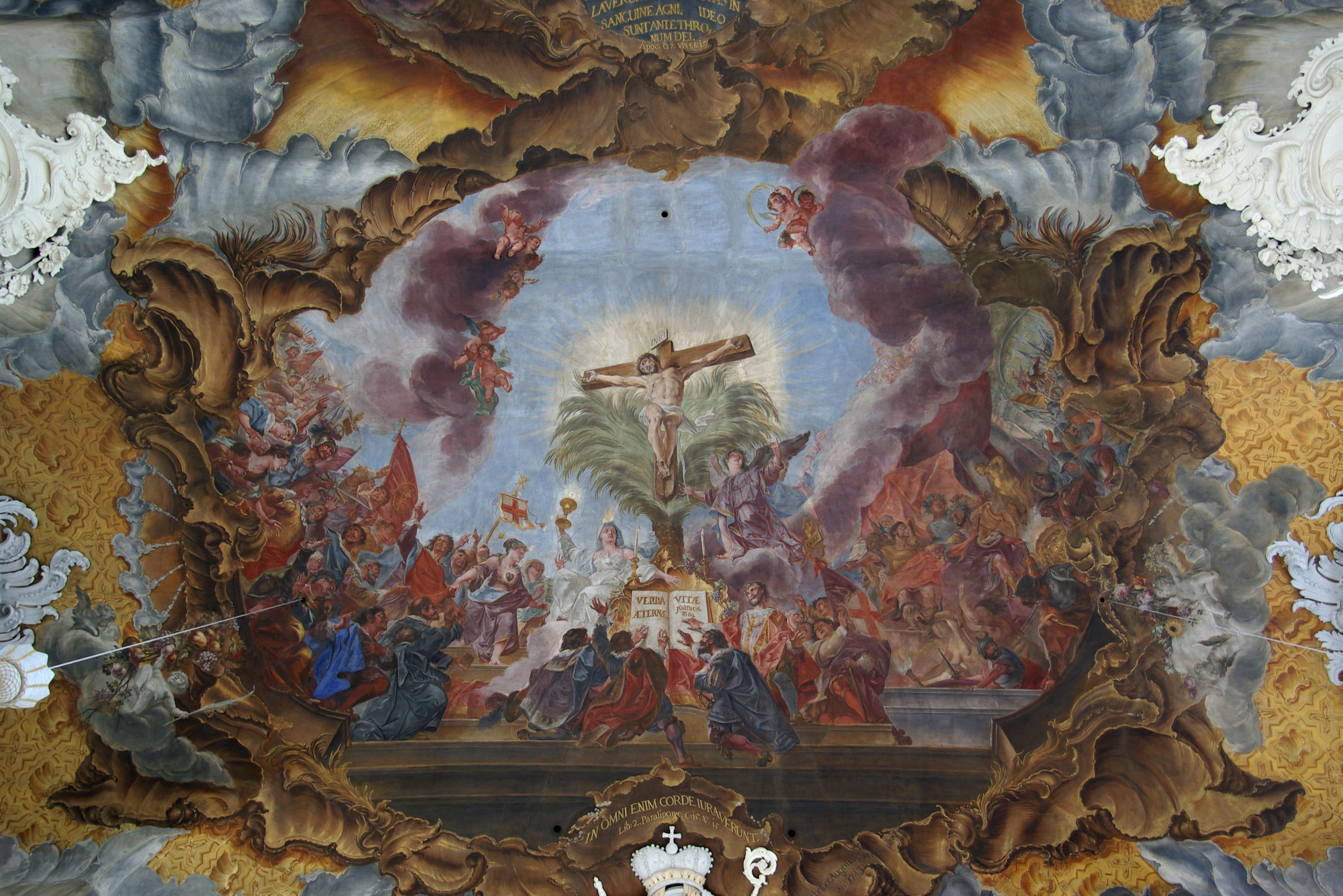
Fresco Kruisiging
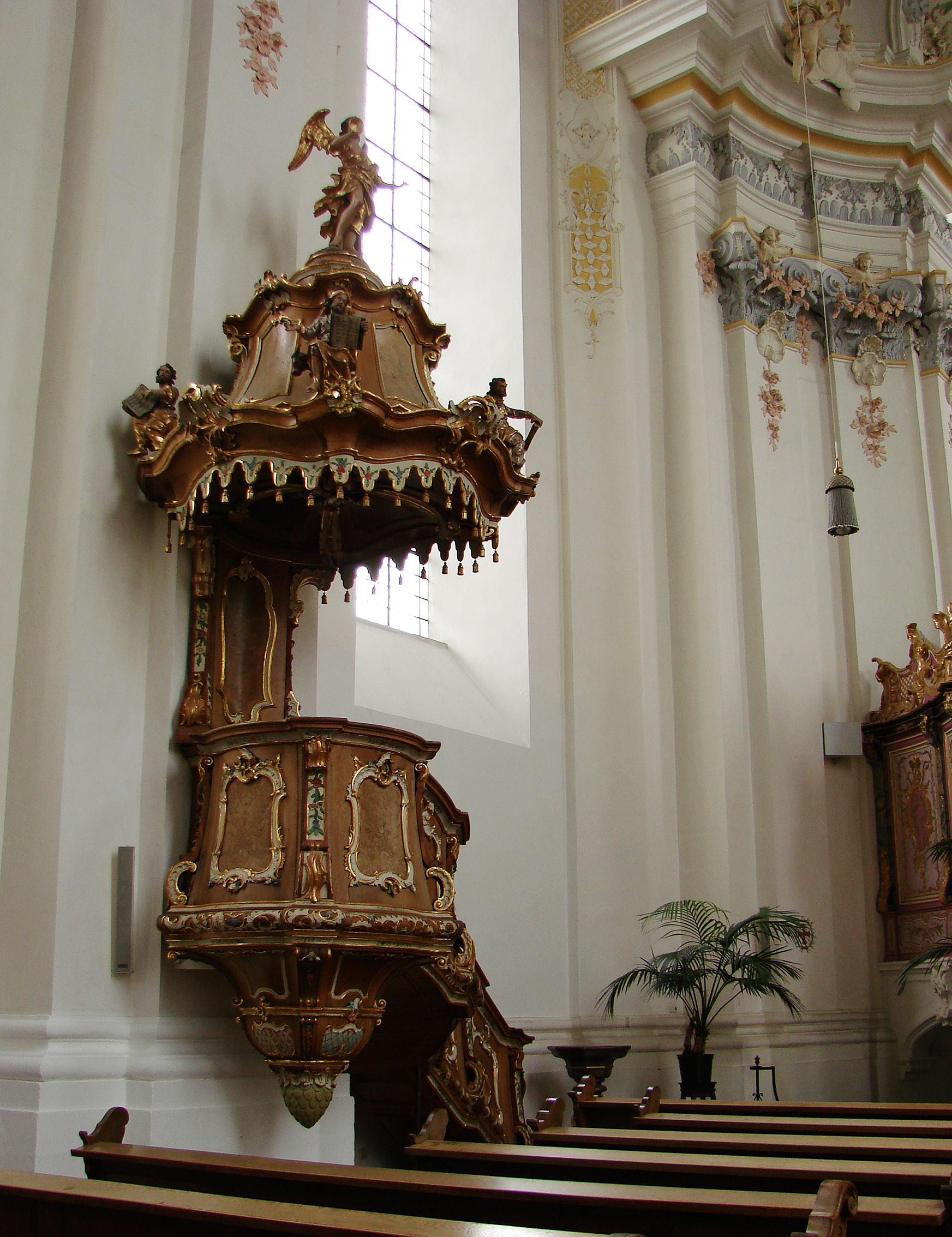
Preekstoel
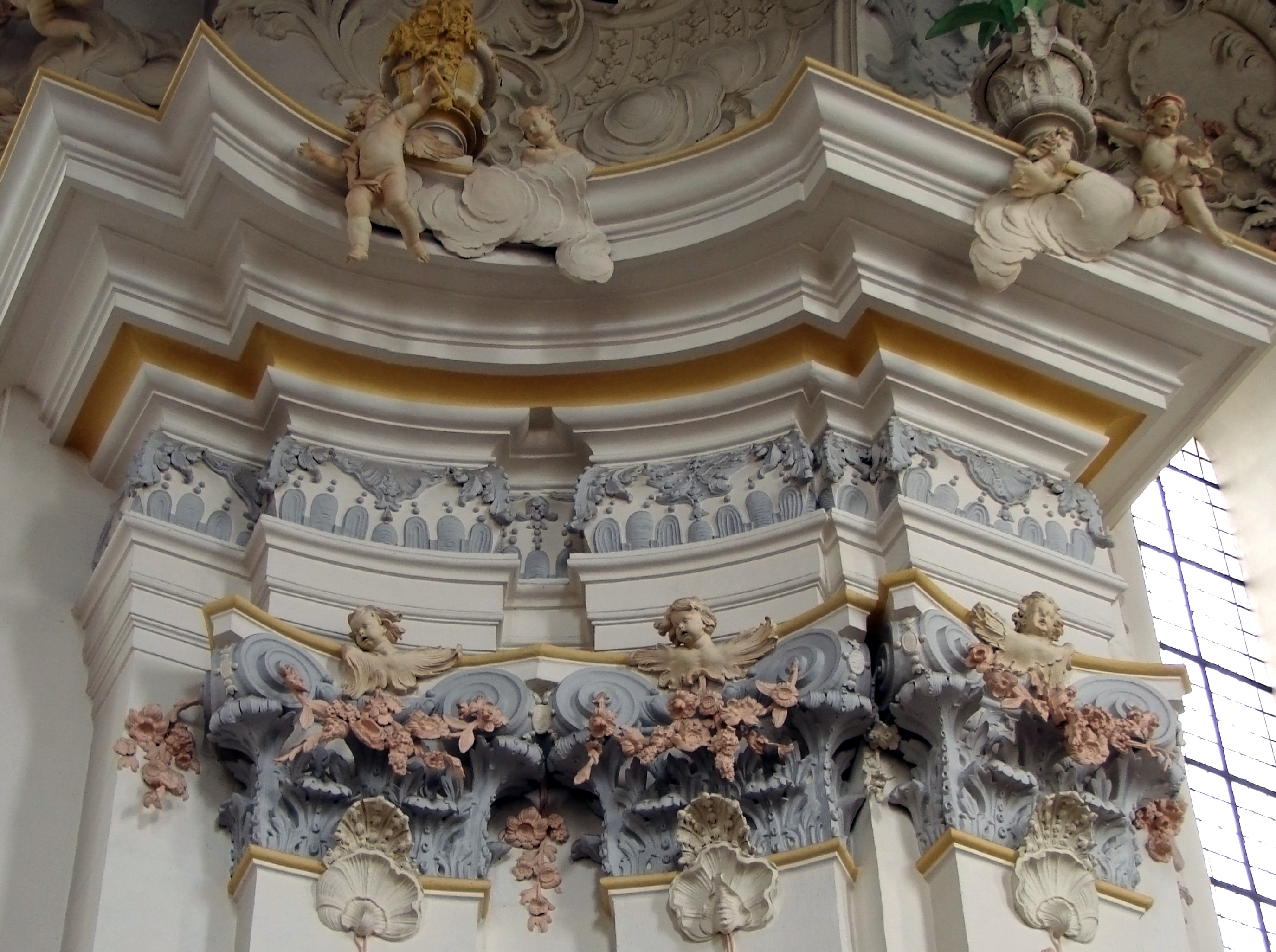
Stucwerk
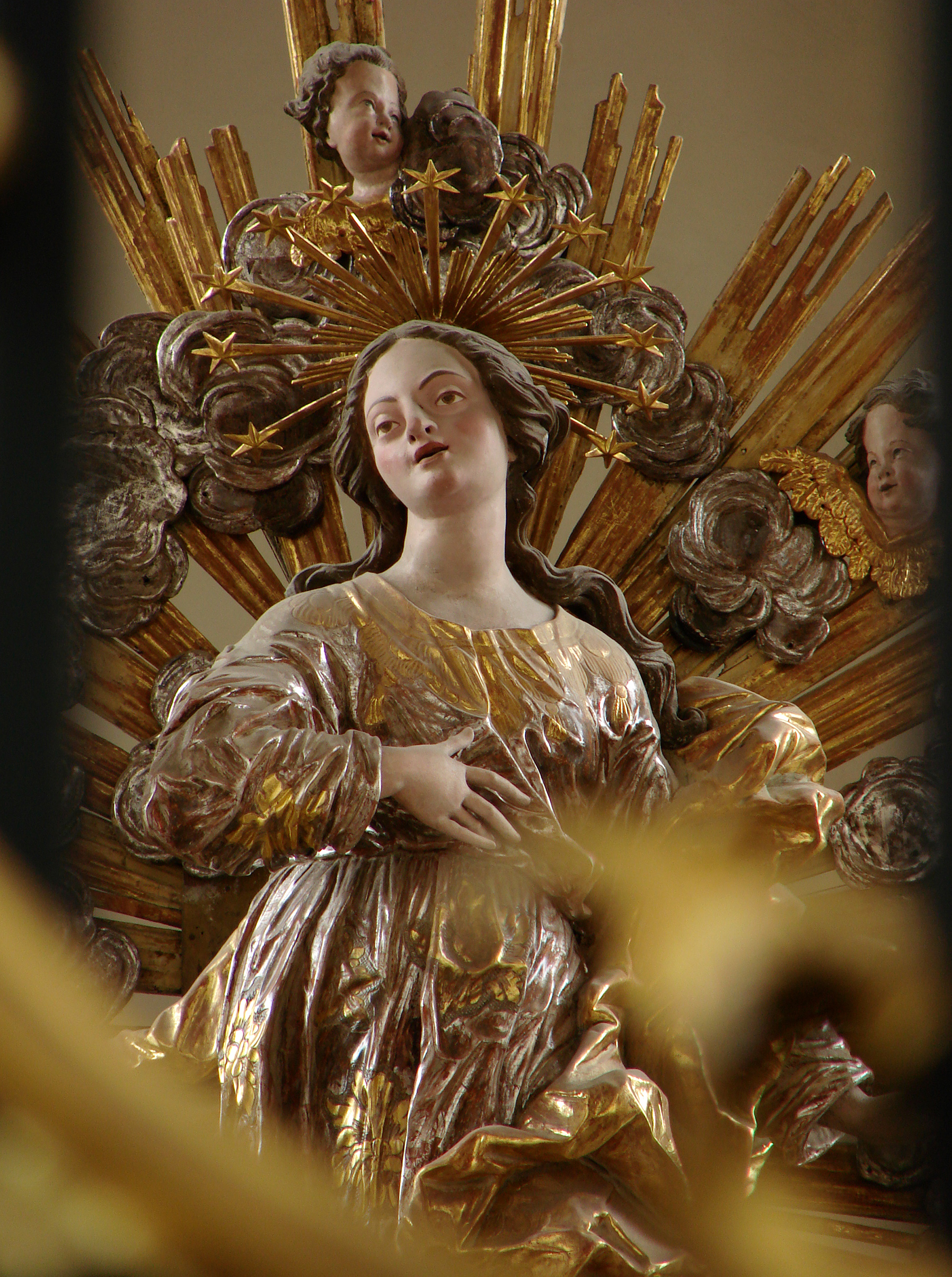
Barok beeld Heilige Maagd
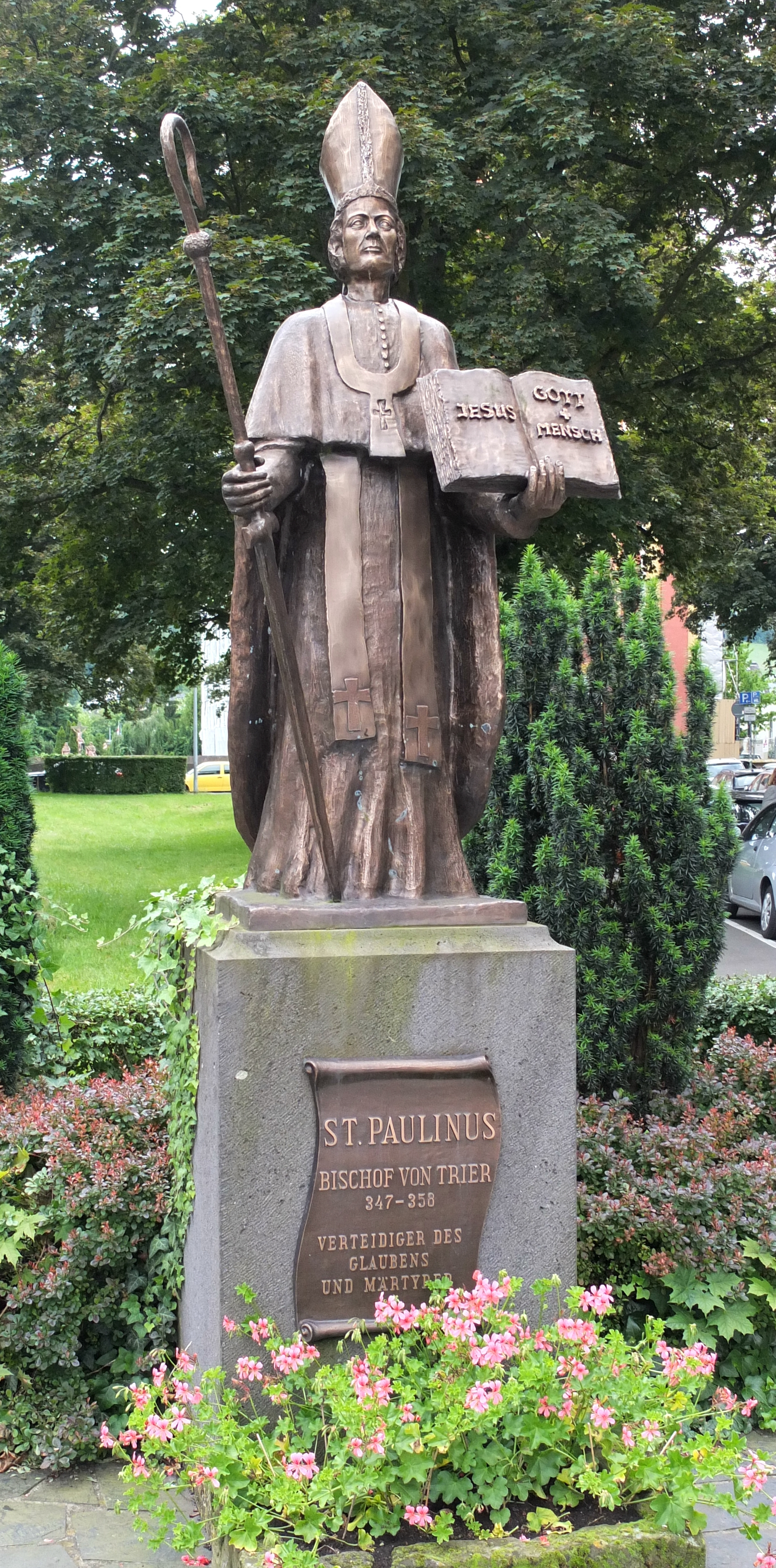
Standbeeld van St. Paulinus